# Neerlinter
Neerlinter es una localidad ubicada en el municipio de Linter, situado en la provincia de Brabante Flamenco, en la Región Flamenca de Bélgica. A todos los efectos prácticos es un barrio o sección de la ciudad de Linter.
En la población destaca su iglesia de San Foillán, declarada monumento protegido, varias veces destruida y reconstruida. En ella destacan las pinturas del techo de madera de la capilla privada de los caballeros, de hacia 1500.
En Neerlinter nació hacia 1605 Joos van Craesbeeck, pintor barroco especializado en la pintura de género.

## Galería

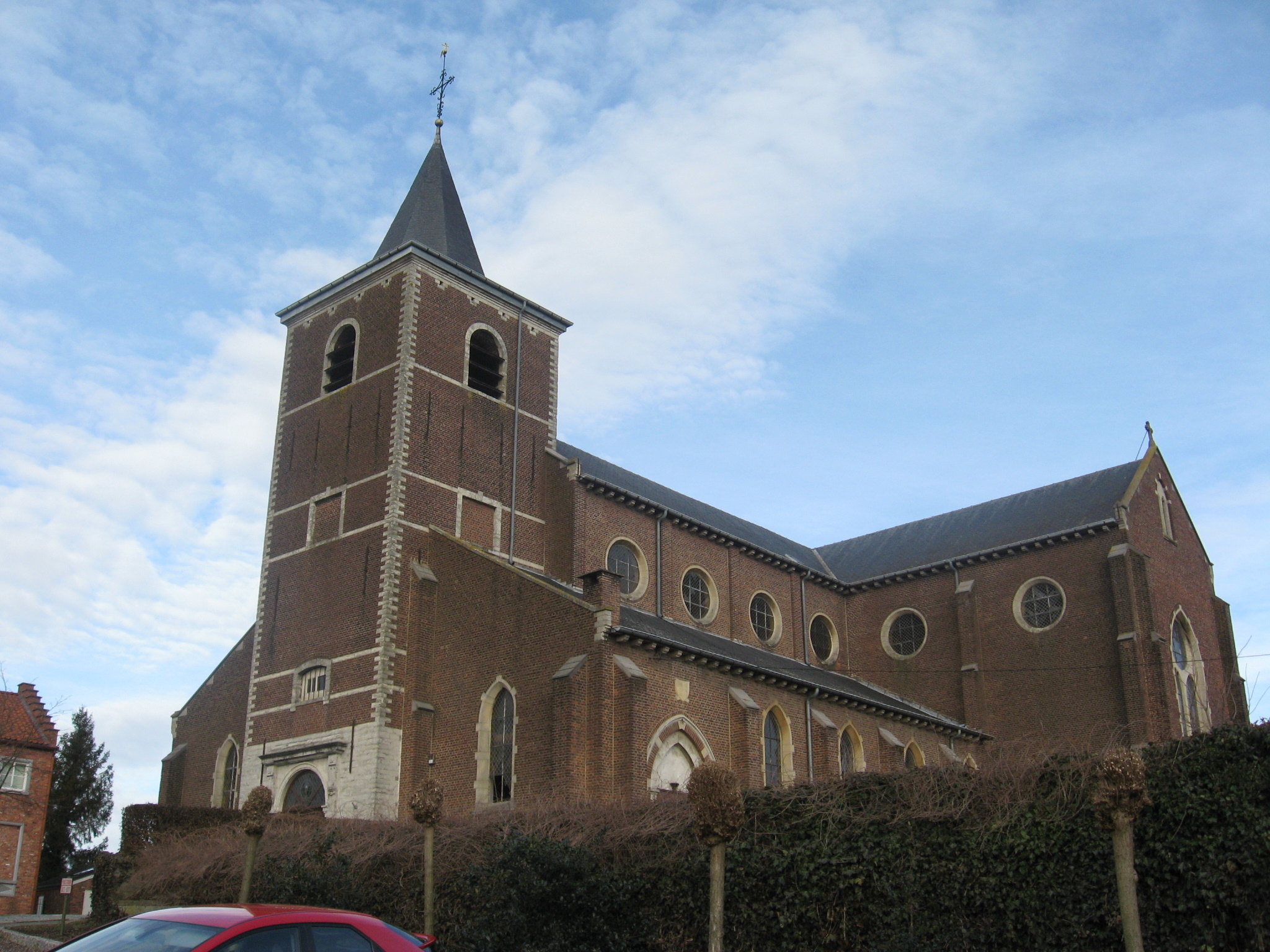
Iglesia de San Foillán (Sint-Follianuskerk)
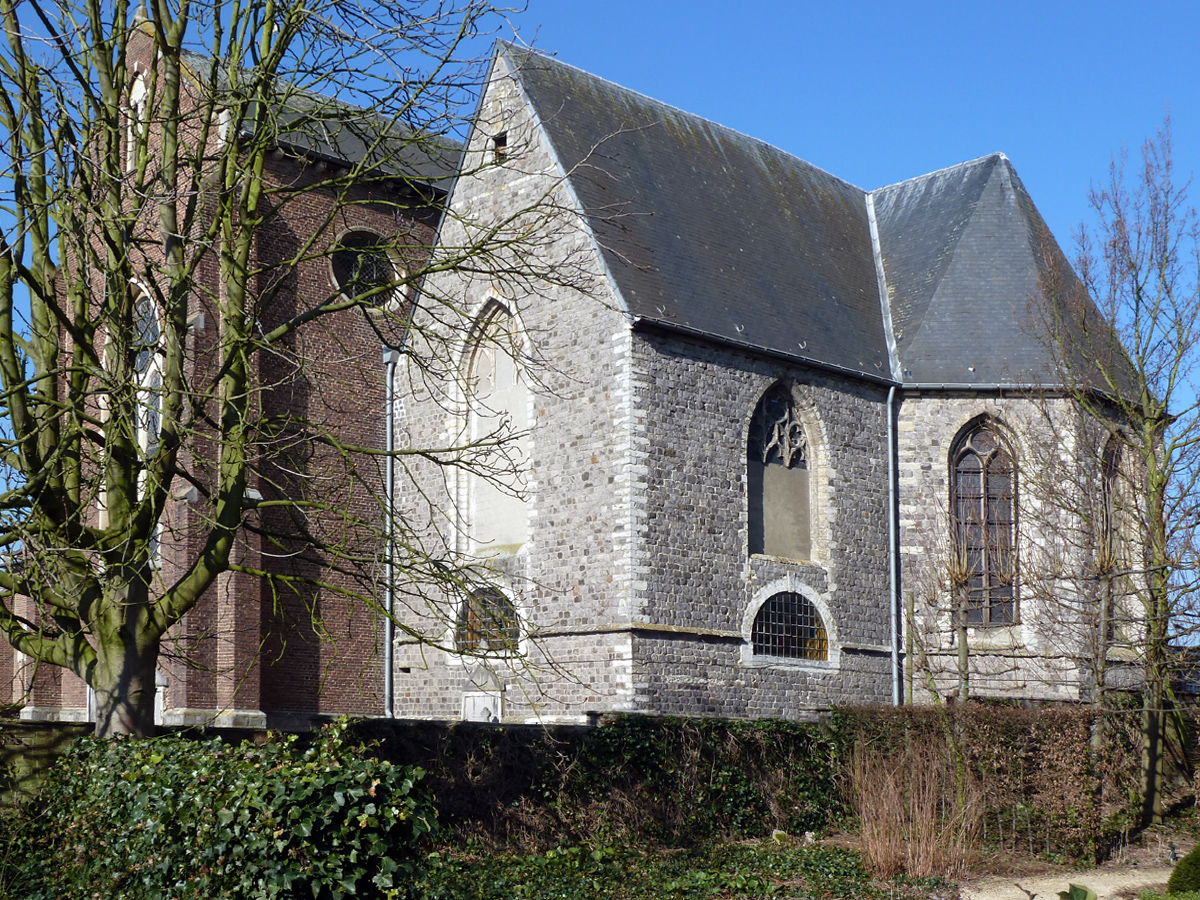
Capilla privada de los señores de Neerlinter
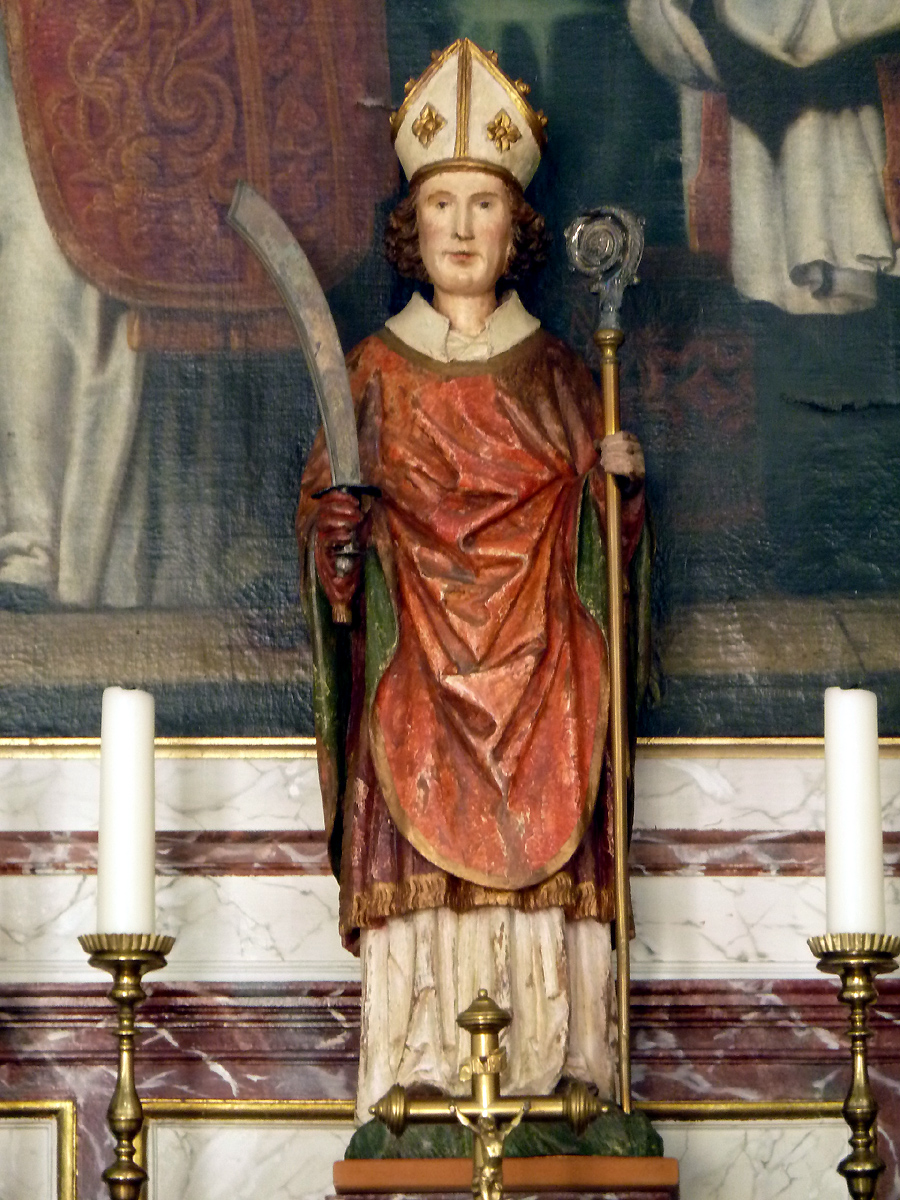
San Froillán
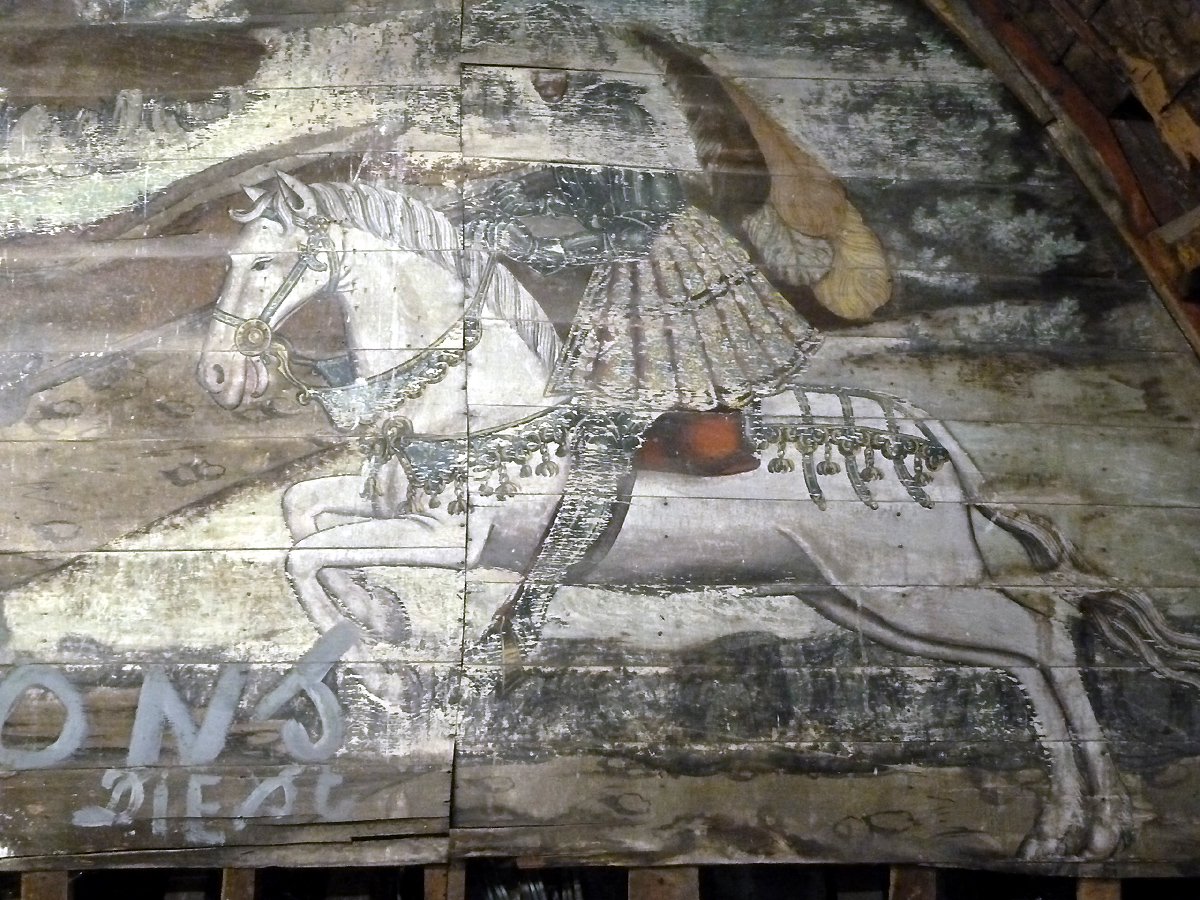
San Jorge, pintura en el muro alto de la capilla privada.
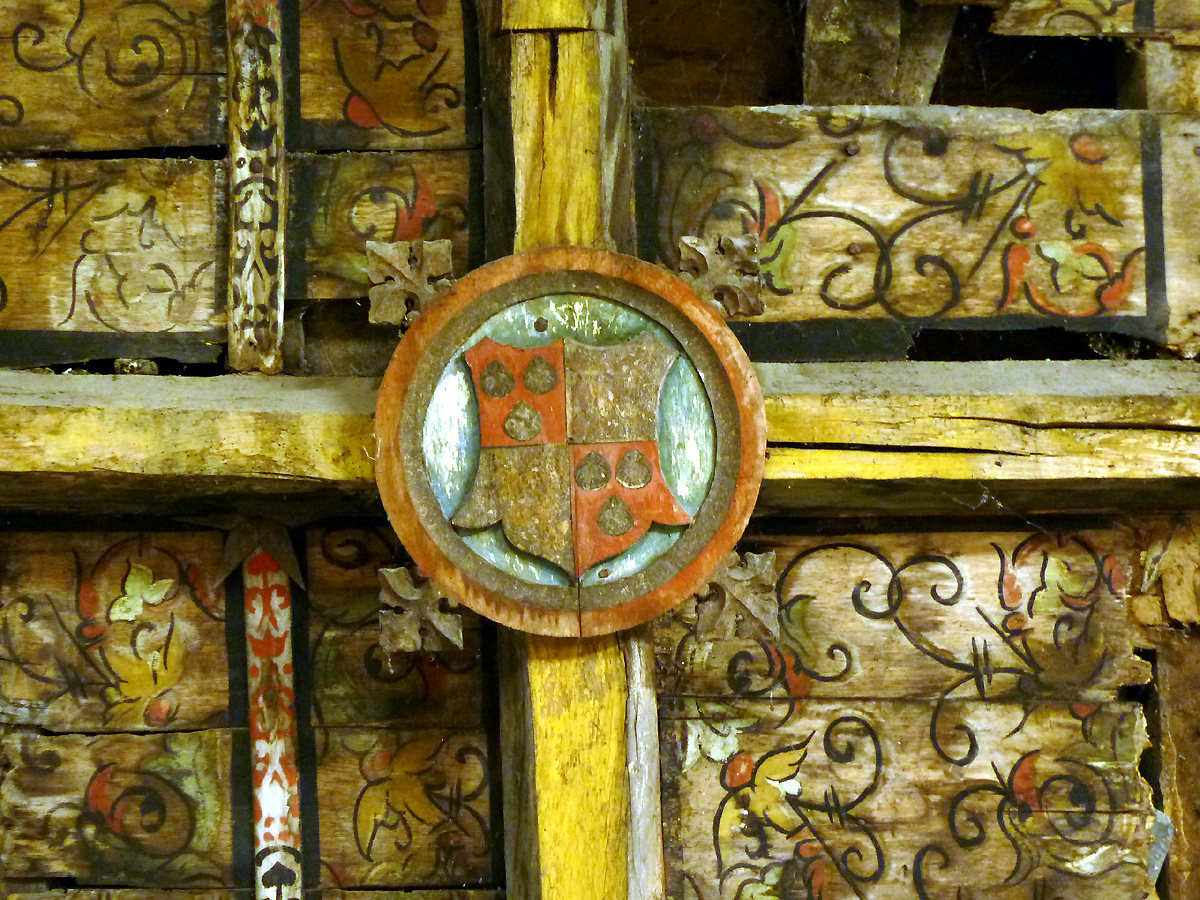
Armas de los señores de Neerlinter
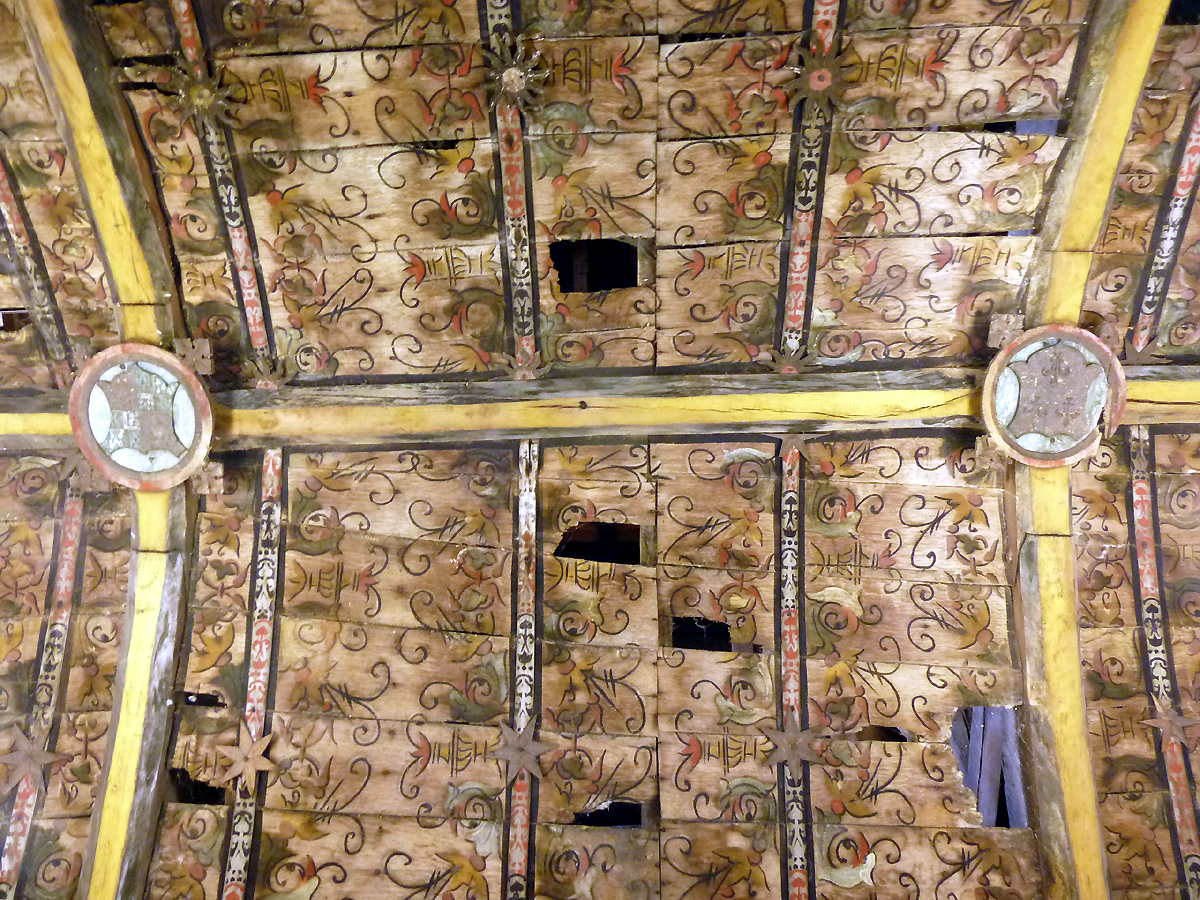
Cubierta de madera de la capilla privada.